# Бартоломе Руис
Бартоломе Руис (на испански: Bartolomé Ruiz) е испански мореплавател и конкистадор.

## Биография
Роден е през 1482 година в Могер, Испания. От 1524 до 1528 участва като кормчия и щурман на корабите на Франсиско Писаро и Диего де Алмагро, по време на откриването на западното крайбрежие на Южна Америка и първите планове за покоряването на Перу.
През 1524 двата кораба на Франсиско Писаро достигат до делтата на река Сан Хуан (4° 10' с.ш.) на западното крайбрежие на Колумбия, но поради недостиг на хранителни припаси се завръщат в Панама. През 1526 конкистадори правят втори опит и отново акостират в делтата на реката. От там на юг, на разузнаване е изпратен един кораб под ръководството на Бартоломе Руис, който открива още около 800 км от тихоокеанското крайбрежие на Южна Америка между 4º с.ш. и 1º ю.ш.(залива Манта, на западното крайбрежие на Еквадор), в т.ч. делтата на река Патия и на юг от нея, на 1º 52` с.ш. – залива Тумако. Далеч на изток испанците виждат гигантския снежен връх Чимборасо (6272 м).
Руис взима в плен няколко перуанци, които потвърждават слуховете за грамадните размери и богатства на страната, лежаща на юг, и за могъществото на инките, които я управляват. Освен това Руис доставя на Франсиско Писаро няколко ценни образци от перуански изделия, които с нова сила подклаждат желанието на испанците за завоюването на богатата страна.
През 1527 и 1528 извършва нови плавания на юг покрай брега на Южна Америка до устието на река Санта (9° ю.ш.).
Умира от треска през 1532 година в Кахамарка, Перу.

## Памет
Неговото име носи вулкан Невадо дел Руис (4°54′ с. ш. 75°19′ з. д. / 4.9° с. ш. 75.316667° з. д., 5321 м) в Колумбия.